# Jacaena lunulata
Espèce
Jacaena lunulata est une espèce d'araignées aranéomorphes de la famille des Liocranidae.

## Distribution
Cette espèce est endémique de la province de Chiang Mai en Thaïlande,. Elle se rencontre entre 1 250 et 1 750 m  sur le Doi Inthanon et le Doi Suthep.

## Description
Le mâle holotype mesure 6,6 mm et la femelle paratype 8,1 mm.

## Publication originale
- Dankittipakul, Tavano & Singtripop, 2013 : Revision of the spider genus Jacaena Thorell, 1897, with descriptions of four new species from Thailand (Araneae: Corinnidae). Journal of Natural History, vol. 47, no 23/24, p. 1539-1567.